# 피로 (재료)

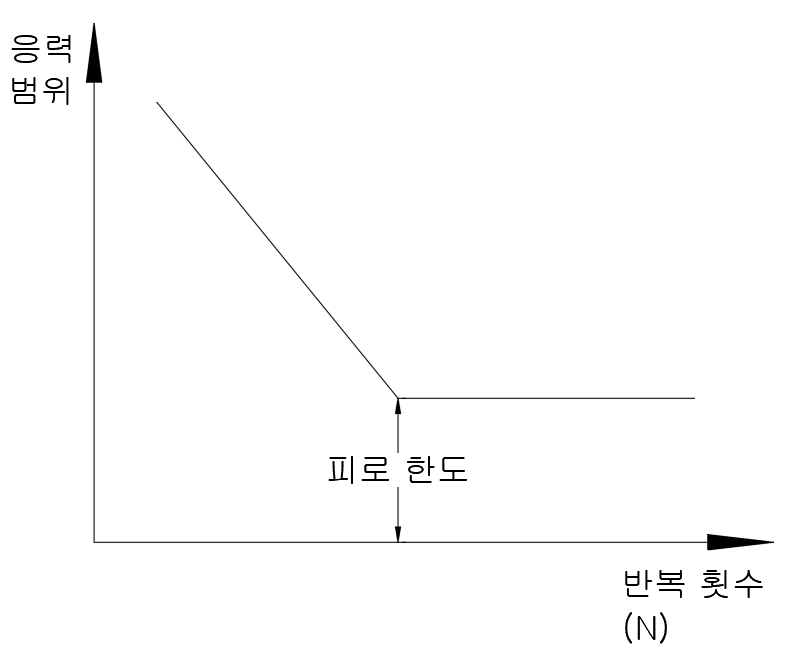
응력 변동 폭이 클수록 적은 반복 횟수에서 피로 파괴가 일어난다

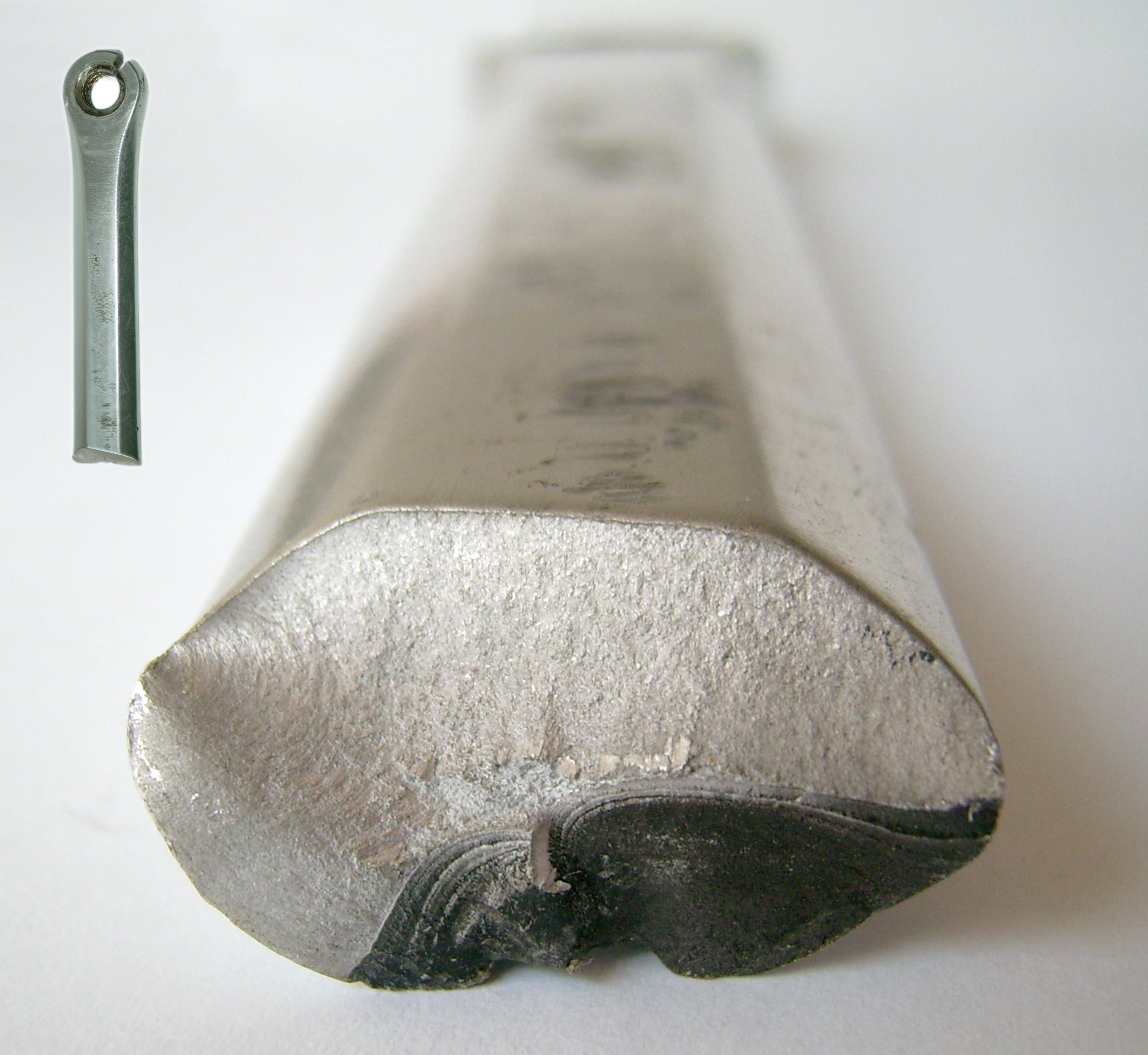
피로 파괴된 알루미늄 크랭크

피로(疲勞, 영어: fatigue)는 금속 등의 재료가 항복강도보다 작은 응력을 반복적으로 받는 것이다. 재료가 피로로 인해 파괴되는 것을 피로파괴(fatigue failure)라 한다. 응력 변동폭이 클수록 적은 반복 횟수에서 파괴가 일어난다. 하중 반복횟수와 관계없이 구조물이 견딜 수 있는 응력 범위가 일정한 값을 갖는 응력 범위를 피로한도(fatigue limit)라고 한다.
철사를 구부렸다 폈다를 반복하면 절단되는데, 이는 피로 파괴(fatigue fracture)의 전형적인 예이다.
힘이 여러 차례 반복해서 동일 부위에 가해지면 내부에 피로가 누적되어 균열이 생기고, 어느 순간 파괴되는 것이다.
구조물, 부품 등에서 진동 등으로 인해 반복적으로 힘이 가해지는 부분에 쓰는 재료와 설계는 피로 파괴에 강한 것이어야 한다.

## 참고 문헌
- 한국강구조학회 (2019). 《강구조공학》. 구미서관. 26쪽.
- Gere, Goodno. 《SI 재료역학》 8판. 센게이지 러닝 코리아.

## 같이 보기
- 피로 파괴 (현상)